# Обињи ла Ронс
Обињи ла Ронс (фр. Aubigny-la-Ronce) насеље је и општина у источном делу централне Француске у региону Бургоња, у департману Златна обала која припада префектури Бон.
По подацима из 2011. године у општини је живело 165 становника, а густина насељености је износила 13,99 становника/km². Општина се простире на површини од 11,79 km². Налази се на средњој надморској висини од 480 метара (максималној 546 m, а минималној 355 m).

## Демографија
| 1962. | 1968. | 1975. | 1982. | 1990. | 1999. | 2011. |
| ----- | ----- | ----- | ----- | ----- | ----- | ----- |
| 132   | 148   | 107   | 107   | 130   | 138   | 165   |

График промене броја становника у току последњих година